# 小谷場
小谷場（こやば）は、埼玉県川口市の大字。郵便番号は333-0857。

## 地理
川口市の北部の大宮台地の南端に位置する。地内に伊刈の飛地が複数存在する。同市の最西端の町であり、さいたま市には関係した大谷場という地名もある（かつては隣接していたが住居表示実施により南浦和が成立し隣接しなくなった）。地内に県旧跡の小谷場貝塚がある。

### 地価
住宅地の地価は、2022年（令和4年）1月1日の公示地価によれば、小谷場字台1045番9の地点で25万6000円/m2となっている。

## 歴史
もとは江戸期より存在した足立郡浦和領に属する小谷場村で、古くは芝郷高鼻荘に属していたと云う。旗本の知行地で寛永年間以前は付近は谷場村と見いだせ、大谷場村とともにひとつの谷場村であったと考えられている。

### 沿革
- 1871年（明治4年）11月13日 - 第1次府県統合により埼玉県の管轄となる。
- 1879年（明治12年）3月17日 - 郡区町村編制法により成立した北足立郡に属す。郡役所は浦和宿に設置。
- 1883年（明治16年）7月28日 - 地内に日本鉄道の第一区（現東北本線）が開業する。
- 1889年（明治22年）4月1日 - 町村制施行により芝村、小谷場村、伊刈村、柳崎村の四箇村が合併し、芝村成立。芝村の大字小谷場となる。
- 1918年（大正7年）5月15日 - 地内に小谷場信号所が開業する。
- 1921年（大正10年）10月1日 - 小谷場信号所が廃止される。
- 1940年（昭和15年）4月1日 - 芝村が鳩ヶ谷町（1950年に再分離）、神根村、新郷村と共に川口市に編入される。川口市の大字となり現在に至る。地区南部は住居表示実施により新たな町名となっている部分も多い。
- 1986年（昭和61年） - 大字小谷場の一部から芝西二丁目の一部、芝塚原一丁目の一部が成立[6]。

| 旧住所（大字小谷場） | 現在                  |
| -------------------- | --------------------- |
| 156〜175番地         | 芝塚原1丁目13〜18番地 |
| 325、326番地         | 芝西2丁目20番地の一部 |

## 世帯数と人口
2018年（平成30年）3月1日現在の世帯数と人口は以下の通りである。
| 大字   | 世帯数    | 人口    |
| ------ | --------- | ------- |
| 小谷場 | 2,150世帯 | 4,439人 |

## 小・中学校の学区
市立小・中学校に通う場合、学区（校区）は以下の通りとなる。
| 番地 | 小学校             | 中学校               |
| --- | ------------------ | -------------------- |
| 1〜3番地、5〜10番地、12〜20番地、26〜32番地、35〜78番地 100番地、103〜105番地、112〜113番地、122〜123番地 129〜130番地、133〜141番地、176番地、182〜183番地 189番地、217〜281番地、284〜318番地、320〜9999番地 | 川口市立芝西小学校 | 川口市立小谷場中学校 |
| 4番地、11番地、21〜25番地、33〜34番地、79〜99番地 101〜102番地、106〜111番地、114〜121番地、124〜128番地 131〜132番地、142〜175番地、177〜181番地、184〜188番地 190〜216番地、282〜283番地、319番地            | 川口市立芝西小学校 | 川口市立芝西中学校   |

## 交通

### 道路
- 東京外環自動車道
- 国道298号

## 施設
- 川口市立小谷場中学校
- 川口市役所 芝西公民館
  - 川口市立芝西保育所(芝西公民館の敷地内)
- 芝みずほ幼稚園
- 川口小谷場郵便局
- 小谷場公園
- 小谷場町会会館
- 小谷場稲荷神社
- 小谷場阿弥陀堂

## 関連文献
- 「小谷場村」『新編武蔵風土記稿』 巻ノ142足立郡ノ8、内務省地理局、1884年6月。NDLJP:763998/45。